# Keshorn Walcott
Keshorn Walcott (* 2. April 1993 in Toco) ist ein Leichtathlet aus Trinidad und Tobago, der 2012 Olympiasieger im Speerwurf wurde.
Walcott nahm an den Jugendweltmeisterschaften 2009 in Brixen und an den Juniorenweltmeisterschaften 2010 in Moncton teil, konnte sich aber jeweils nicht für das Finale qualifizieren. Bei diversen Juniorenwettwerben im karibischen Raum war er dagegen äußerst erfolgreich und bei den Panamerikanischen Spielen 2011 in Guadalajara belegte er den siebten Platz.
2012 wurde Walcott auch im Weltmaßstab konkurrenzfähig. In Barcelona sicherte er sich den Titel bei den Juniorenweltmeisterschaften und trat wenig später auch bei den Olympischen Spielen in London an. Dort steigerte er den nationalen Speerwurfrekord von Trinidad und Tobago auf 84,58 m und wurde völlig überraschend Olympiasieger. Mit neunzehn Jahren war er sowohl der bislang jüngste Olympiasieger im Speerwurf als auch der erste aus einem außereuropäischen Land seit Cy Young 1952. Im selben Jahr wurde ihm der höchste Orden seines Heimatlandes, der Order of the Republic of Trinidad and Tobago, verliehen.
Sowohl bei den Weltmeisterschaften 2013 in Moskau als auch bei den Weltmeisterschaften 2015 in Peking verpasste er die Qualifikation für das Finale. Bei den Commonwealth Games 2014 in Glasgow wurde er Zweiter hinter Julius Yego. Am 9. Juli 2015 übertraf er in Lausanne mit einer Weite von 90,16 m erstmals die 90-Meter-Marke. Kurz darauf gewann er die Goldmedaille bei den Panamerikanischen Spielen in Toronto. Bei den Weltmeisterschaften in Peking kam er in der Qualifikation allerdings nicht über eine Weite von 76,83 m hinaus und verpasste den Finaleinzug somit klar.
Bei den Olympischen Spielen 2016 in Rio de Janeiro gewann er mit 85,38 m die Bronzemedaille hinter dem Deutschen Thomas Röhler (90,30 m) und dem Kenianer Julius Yego (88,24 m).
2017 belegte er bei den Weltmeisterschaften in London mit 84,48 m den siebten Platz. Bei den Panamerikanischen Spielen 2019 in Lima gewann er mit 83,55 m die Silbermedaille hinter Anderson Peters.